# Borsabánya
Borsabánya (románul: Băile Borșa, korábban Baia Borșa, németül: Pfefferfeld) falu Romániában, Máramaros megyében, a történeti Máramarosban.

## Fekvése
Borsától hét kilométerrel északra, a Máramarosi-havasok déli peremén, a Borsa-patak (vagy Csiszla-patak) mentén fekszik. Környékén húsz gyógyhatású, szénsavas-vasas forrás található.

## Története
Rézbányatelep volt. A bányászatára vonatkozó legkorábbi forrás egy 1551-es oklevél 1782-ből származó másolata, amely ezüst- és aranybányákat említ. 1778-ban cipszerekkel és szlovákokkal települt. Később a kitermelés ingadozásának megfelelően lakói többször elszéledtek, majd újratelepült. A lakosság hullámzását jelzi, hogy római katolikus gyülekezete 1806 és 1817, 1835 és 1872 között és 1922 után alkotott önálló plébániát, a közbeeső időközökben pedig Felsővisó filiája volt. 1807-ben két érckohót helyeztek üzembe, amelyek 1818-ig működtek. A Borloaia/Borló réztartalmű piritbányáit (Brenner- és Johann-tárnák) a 19. század közepén nyitották. 1855-ben az öt kincstári bánya termelése 465 mázsa ólom és 224 mázsa ezüst, a tizenkét magánbányáé 183 mázsa ezüst és 87 mázsa ólom volt. Rézbányái 1867-ben 99 főt foglalkoztattak, és volt itt egy csőd alatt álló kohó is. 1881-ben egyedül a Borloaia/Borló piritbányát művelték, amely Müller Frigyes nagybocskói szódagyáros tulajdonában állt. Az évtized folyamán, br. Mantz befektetéseinek köszönhetően, az ércbányászat ismét fellendült. A bányateleptől északra fekvő Torojága bányáit, valamint a Borsa-patak és mellékpatakjai mentén, a bányateleptől északkeletre fekvő Makerlótelep, Rudolfbánya és Feketepatak bányáit művelték. A bányászok hétközben a bányák mellett lévő viskókban laktak, és csak a hétvégére tértek haza.
A bányák nagy része 1893-ban a nagybocskói Első Magyar Vegyészeti Ipar Rt. tulajdonába került. 1900-ban keskeny vágányú vasútja épült. A kitermelés 1916 és 1923 között öltött ismét nagyobb mértéket, miután a Felsőmagyarországi Bánya és Kohómű Rt. koncessziókat vásárolt a Borló és a Gura Băii területén. A vasútállomás mellett ércelőkészítőt építettek és a Gura Băii-i piritbányához kötélvasutat is vezettek. 1930-ban és 1931-ben a resicai UDR tulajdonában álló Minopirit és a kolozsvári Pirit Rt. bányászott itt piritet.
A második világháború idején a kitermelés ismét fellendült, 1944-ben azonban a bányák felszerelései jórészt elpusztultak. A szocializmus idején, 1955-től polimetalikus ércet (réz-ón-cink-aranyércet), a Torojágán pedig aranytartalmú piritet bányásztak. Új felszereléseket utoljára az 1960-as években szereztek be, ekkor indult a tömbházak építése is a növekvő munkaerő számára. 1983-ban bányászsztrájk helyszíne volt. A legtöbben, kb. nyolcezren 1984 és 86 között dolgoztak a bányákban. A munkaerőt 1997-től több lépcsőben leépítették, 2006 óta nem folyik bányászat Borsabányán.
A bányászat következményei azonban továbbra is állandó környezeti kockázatot jelentenek. 2000. március 10-én nagyobb mennyiségű cián jutott a Borsa-patakba aranybányájának derítőjéből, 2008-ban pedig a kolbu-völgyi zagytározónál történt gátszakadás.
Az egykor jelentős turizmus leépült, a 2000-ben még működő két szálloda bezárt. A helyiek ezt több tényezővel magyarázzák: az utak rossz minőségével (bár a település főútját európai támogatások felhasználásával 2011–13-ban felújították), az elharapózó lopásokkal, illetve azzal, hogy a környék sípályáin nem használnak hóágyút, illetve műhavat. A betöréses és benzinlopások mellett Borsabányán jelen van a csempészet, és borsabányaiakból alakult több, Nyugat- és Dél-Európában elkövetett biztosítási csalásokra alapozott bűnszervezet is.

## Lakossága
- 1910-ben 339 lakosából 189 volt magyar, 141 román és kilenc német anyanyelvű; 172 római, 147 görögkatolikus és 16 zsidó vallású.
- 2002-ben 5752 lakosából 5266 volt román és 449 magyar nemzetiségű; 4579 ortodox, 952 római katolikus, 67 református, 57 pünkösdi, 43 görögkatolikus és 33 adventista vallású.

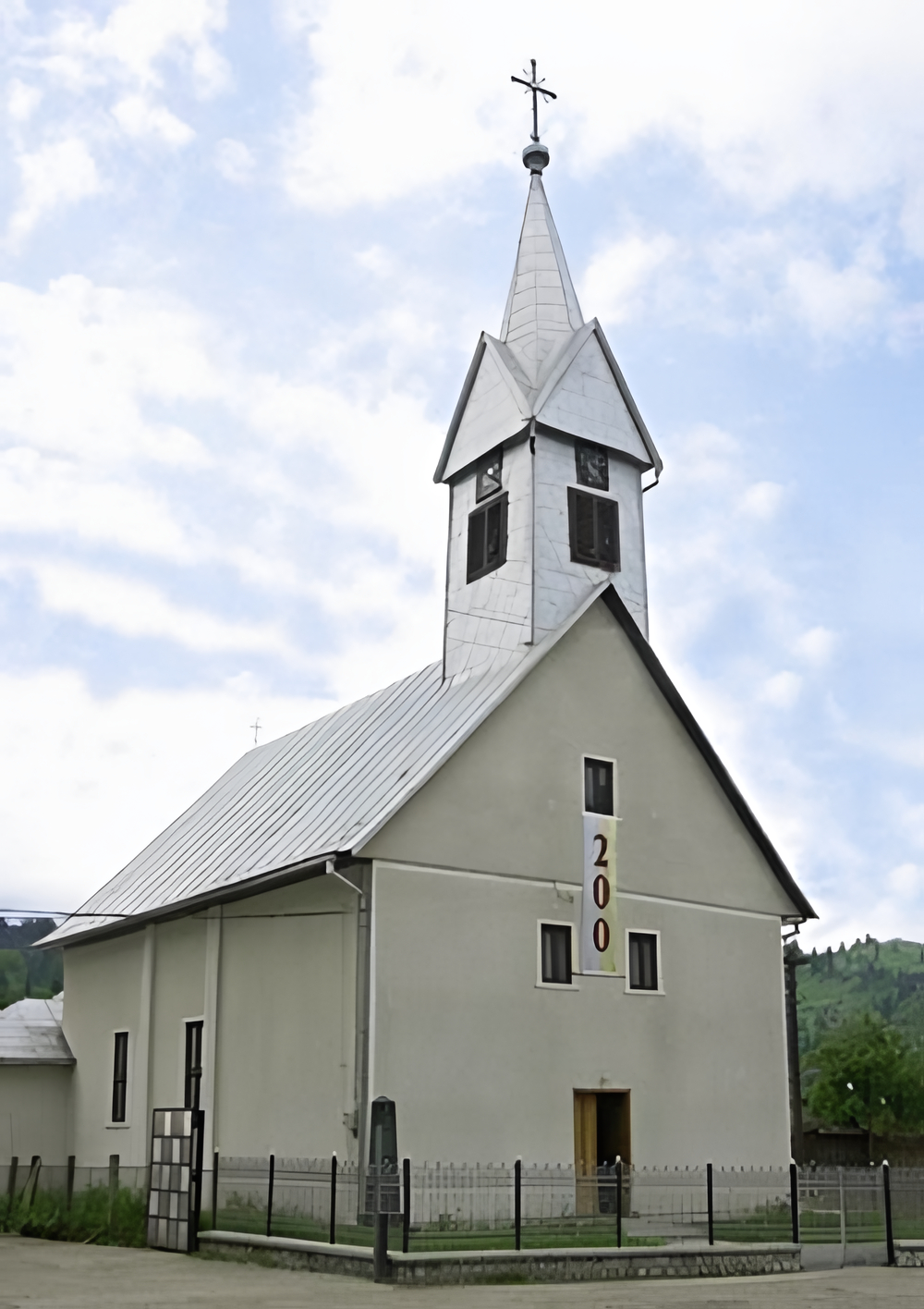
Római katolikus templom

## Ismert emberek
- Itt született 1929. szeptember 10-én Vodnár János vegyésztechnológus, egyetemi tanár, természettudományi szakíró.